# رنا رسلان
رنا رسلان (به عبری: רנא רסלאן) (زاده ۱۷ مارس ۱۹۷۷ در حیفا اسرائیل)، مانکن عرب اسرائیلی و اولین شرکت‌کننده عرب‌تبار اسرائیلی در مسابقه دوشیزه جهان در سال ۱۹۹۹ میلادی بود.
وی بخاطر شرکت در مسابقه دوشیزه جهان به نمایندگی از کشور اسرائیل و به تن‌کردن مایو در بخشی از مسابقه، مورد انتقاد گروه‌های اسلامی و برخی رسانه‌های عربی قرار گرفت.
رنا رسلان خود را یک مسلمان سکولار می‌داند.